# Sibu
Sibu er en by i den malaysiske delstat Sarawak, og ligger ved floden Rajang på øen Borneo. Befolkningen var på 167.427 indbyggere ved folketællingen i 2000, og byen var dermed på det tidspunkt delstatens tredje største.